# Gyilkosság két tételben
A Gyilkosság két tételben 1987-től 1988-ig készült, 1989-ben bemutatott magyar bűnügyi tévéfilm, Bánki Iván rendezésében, Bánsági Ildikó és Koncz Gábor főszereplésével. A film érdekessége, hogy két változat készült belőle: az első változatban a női nyomozó, a második változatban a férfi nyomozó munkáját láthatják. A film 1989 szilveszteri bemutatójának idején még csak két hazai tévécsatorna volt, és ez adta az ötletet az alkotóknak a dramaturgiai játékra:  a TV-1 és a TV-2 egy időben indította el a két változatot 1989. december 31-én 17 óra 20 perckor. Ha olyan jelenetek jöttek, ahol eltért egymástól a két változat, akkor azt a kép bal alsó sarkában jelezték, ilyenkor a néző maga dönthette el, hogy melyik változatot kívánja tovább nézni, szabadon választhattak a film közben a két csatorna között, anélkül, hogy elveszítették volna a történet fonalát. Később, amikor az M3 és az M5 csatorna megismételte a filmet, akkor a két változatot két külön napon adták le.

## Alaptörténet
A Szabadság-hegyen egy fiatal női holttestet találnak, aki gyilkosság áldozata lett. Egy hidegfejű, gyakorlatias nő (Bánsági Ildikó), és egy forrófejű, ösztön-vezérelt férfi (Koncz Gábor) kezd nyomozni az ügyben.

## Szereplők
- Bánsági Ildikó (dr. Kékesi Ilona százados)
- Koncz Gábor (Drabek Tibor százados)
- Lux Ádám (Kósa Tibor 'Tivadar' hadnagy)
- Tordy Géza (Kékesi Rezső)
- Várnai Vanda (Kékesi Ili)
- Madaras József (Paál Ottó)
- Eszenyi Enikő (Paál Ottóné Tolling Júlia)
- Laklóth Aladár (Bonyhádi Dezső)
- Détár Enikő (Bonyhádi Dezsőné Anna)
- Tallós Rita (Dancsó Zsuzsa)
- Csoma Judit (Drabekné Valéria)
- Mécs Károly (Hans-Wilhelm Gayer)
- Miklósy György (Farkas Balázs, főbérlő)
- Máté Gábor (Doktor)
- Hollósi Frigyes (szálloda portása)
- Pathó István (Barbarick úr, üzemvezető)
- Benkóczy Zoltán (pultos)
- Hunyadkürti István (edző)
- Mányai Zsuzsa (titkárnő)
- Ujlaki Dénes (rendőr)
- Olasz Ágnes (lány)
- Czvetkó Sándor (fiú)
- Bodnár István (filmrendező)
- Méhes László (helyszínelő)
- Kertész Zsuzsa (önmaga)
- Mihály Marianna (Kósa barátnője)
- Tallós Andrea (dublőr)
- Bagó Bertalan (statiszta szervező)
- Korcsmáros György (főnök)
- Unger Béla (akciószínész)
- Jáki Béla (filmszínész)

## Érdekességek
- Az első változatban Paál Ottót (Madaras József) meglövik, és a kórházban tudja meg Kékesitől (Bánsági Ildikó) és Drabektól (Koncz Gábor), hogy a szeretőjét megölték, még a második változatban Paál Ottót nem lövik meg, hanem berendelik a rendőrségre, ahol Kékesi és Drabek kihallgatja, és ekkor tudja meg tőlük, hogy a szeretőjét megölték.
- Az első változatban Kósa hadnagy (Lux Ádám) mérkőzése után Kékesi és Drabek rögtön eltávozik a csarnokból, még a második változatban a távozás előtt még váltanak néhány szót Kósával.
- Az első változat végén Kékesi és Drabek közösen hallgatja ki a gyilkost, még a második változatban csak Kékesi hallgatja ki, mert Drabek ekkor még a döntő bizonyítékot keresi.

## Külső hivatkozások
- PORT.hu
- IMDb.com
- FilmKatalógus.hu